# Skatön
Skatön är en ö (halvö) och ett naturreservat i Söderhamns kommun, Gävleborgs län, i Hälsingland. 
Ön är cirka  1,25 km² och är sedan 1994 ett naturreservat bestående av skog, klapperstensfält, strandängar och steniga stränder.  . Ön hette tidigare Svartön och skulle ha vuxit ihop med fastlandet på grund av landhöjningen om det inte vore för en kanal: Svartsundrännan som är 285 meter lång, 2 meter djup och nästan 9 meter bred som flera gånger muddrats upp sedan  1800-talet (senast 2006).  
Historiskt har ön tillhört Söderhamns stad.
Öns högsta punkt är 32 meter över havet.
På ön finns många fritidshus.